# Чернівецька обласна державна адміністрація
Чернівецька обласна державна адміністрація — місцева державна адміністрація Чернівецької області. В  межах своїх повноважень здійснює виконавчу владу на території відповідної адміністративно-територіальної одиниці, а також реалізує повноваження, делеговані їй відповідною радою.
У зв'язку з широкомасштабним вторгненням Росії 24 лютого 2022 року набула статусу військової адміністрації.

## Законодавчий статус
Склад Чернівецької обласної державної адміністрації формує її голова. Голова Чернівецької обласної державної адміністрації призначається на посаду і звільняється з посади Президентом України.
Голова Чернівецької обласної державної адміністрації при здійсненні своїх повноважень відповідальний перед Президентом України і Кабінетом Міністрів України, підзвітний та підконтрольний органам виконавчої влади вищого рівня.
Знаходиться за адресою: м.Чернівці, вул. Грушевського, 1.

## Голови
- Гнатишин Іван Миколайович (1990–1996)
- Філіпчук Георгій Георгійович (12 травня — 11 вересня (в.о.), 11 вересня 1996 — 8 травня 1998 р.)
- Бауер Теофіл Йозефович (1998–2003)
- Романів Михайло Васильович (2003–2005)
- Ткач Микола Васильович (2005–2006)
- Куліш Володимир Іванович (17 травня 2006 — 18 березня 2010 р.)
- Папієв Михайло Миколайович (18 березня 2010 — 19 лютого 2014 р.)
- Романів Михайло Васильович (15 березня — 21 березня 2014 р.)
- Ванзуряк Роман Степанович (21 березня 2014 — 29 жовтня 2014 р.)
- Фищук Олександр Георгійович (5 лютого 2015 — 23 листопада 2018 року)[4][5]
- Павлюк Михайло Вікторович (в.о.) (23 листопада 2018 — 22 листопада 2019 р.)
- Осачук Сергій Дмитрович (з 22 листопада 2019 р. - 13 липня 2022 р.)[6]
- Запаранюк Руслан Васильович (з 13 липня 2022 р. - донині)

## Керівництво
Керівництво Чернівецької обласної державної адміністрації складається з голови облдержадміністрації, першого заступника голови облдержадміністрації, двох заступників голови облдержадміністрації та керівника апарату облдержадміністрації.
- Голова — Запаранюк Руслан Васильович
- Перший заступник голови — Атаманюк Альона Ярославівна
- Заступник голови — Янков Олександр Степанович
- Заступник голови — Грицку-Андрієш Юлія Петрівна[7]
- Заступник голови —-Домніцак Руслан Володимирович [8]
- Керівник апарату — Грегоряк Юрій Васильович